# Alexandra Carpenter
Alexandra Carpenter (Cambridge, 13 aprile 1994) è una hockeista su ghiaccio statunitense, vincitrice di due medaglie d'argento ai Giochi olimpici invernali e cinque volte campionessa iridata.

## Biografia
E' apertamente lesbica.
Ha rappresentato gli Stati Uniti ai Giochi olimpici invernali di Soči 2014, vincendo la medaglia d'argento cone le proprie compagne, a seguito della sconfitta contro il Canada nell'incontro finale del torneo.
Ha fatto la sua seconda apparizione olimpica a Pechino 2022, dove ha collezionato la seconda medaglia d'argento. perdendo la finale del torneo nuovamente contro il Canada.

## Palmarès
- Giochi olimpici

Soči 2014:  Argento
Pechino 2022:  Argento
- Mondiali

Canada 2013:  Oro
Svezia 2015:  Oro
Canada 2016:  Oro
Stati Uniti 2017:  Oro
Finlandia 2019:  Oro
Canada 2021:  Argento
- Mondiali U18

Stati Uniti 2010:  Argento
Svezia 2011:  Oro
Repubblica Ceca 2012:  Argento